# Gaston de Jongh
Gaston de Jongh, né en 1888 et mort en 1973, est un photographe vaudois.

## Biographie
Troisième génération des photographes de Jongh, Gaston De Jongh est le fils aîné de Francis II. Il grandit à Lausanne, fréquente le collège puis part étudier la photographie à l'école de Munich entre 1907 et 1909. Il y apprend toutes les techniques de tirage à la mode pour les portraits et les paysages. 
Attiré par la photographie scientifique (microphotographie en couleur pratiquée à l'Hôpital de Cery), il reprend en 1923 l'atelier paternel. Peu intéressé par le reportage ou la photographie extérieure, Gaston De Jongh se perfectionne comme son père dans les portraits de personnalités locales et étrangères qui font vivre l'atelier pendant les années difficiles de la guerre et de l'après-guerre. 
Très impliqué dans l'organisation et la défense de la profession, il est membre puis président de l'Association des photographes professionnels, président en 1956 de l'Union suisse des photographes professionnels.
En 1963, Gaston De Jongh a fait don à la Bibliothèque cantonale et universitaire de Lausanne des collections de photographies de l'atelier De Jongh.

## Sources
- « Gaston de Jongh », sur la base de données des personnalités vaudoises sur la plateforme « Patrinum » de la Bibliothèque cantonale et universitaire de Lausanne.
- Elisabeth Breguet, 100 ans de photographie chez les Vaudois 1839-1939, p. 119-123
- Hommage à Gaston De Jongh Lausanne, février - mars 1968, Lausanne, 1968
- Daniel Girardin, Petite(s) histoire(s) de la photographie à Lausanne, Lausanne, 2002, p. 31
- Musée de Lausanne, département des collections photographiques catalogue
- Daniel Girardin, « Jongh, de » dans le Dictionnaire historique de la Suisse en ligne, version du 19 juillet 2007.